# Федлабайр
Федлабайр (исл. Fellabær; исландское произношение: [ˈfɛtlaˌpaiːr̥]) — небольшая деревня на востоке Исландии в регионе Эйстюрланд.

## География
Федлабайр находится на западном берегу реки Лагарфльоут, в трех километров к северо-западу от города Эйильсстадир. Через деревню проходит проходит участок дороги государственного значения Хрингвегюр 1 и дорога местного значения Уппхьерадсвегюр 931. Короткий мост через Лагарфльоут длиной около 300 метров соединяет Эйильсстадир и Федлабайр.
Напротив Федлабайр, на другом берегу реки Лагарфльоут, расположен международный аэропорт Эйильстадир.

## Население
Источник: Mannfjöldi eftir kyni, aldri og sveitarfélögum 1998-2021 (исл.). hagstofa.is. Reykjavík: Hagstofa Íslands [Статистическая служба Исландии]. Дата обращения: 25 ноября 2021.

## Галерея

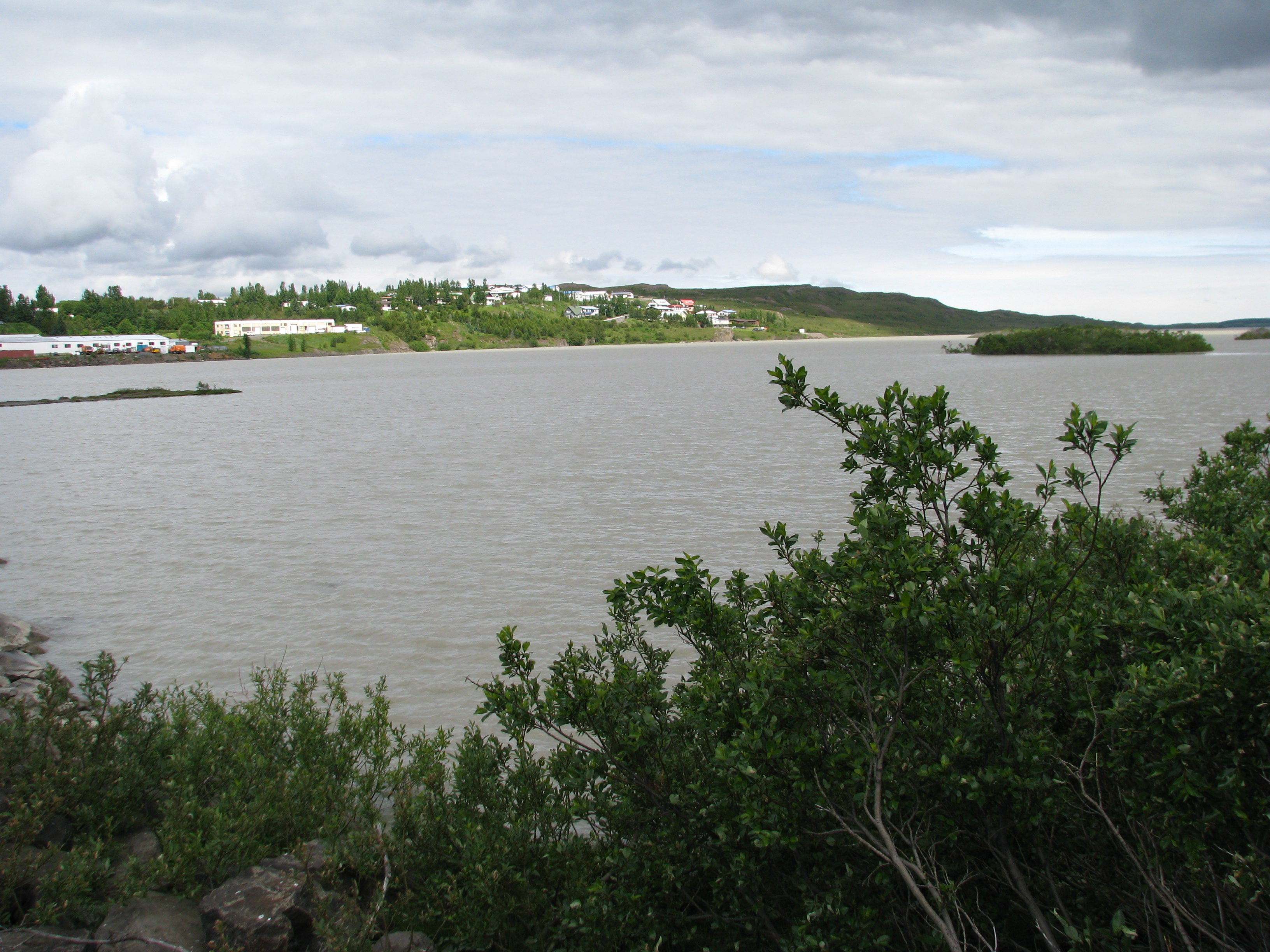
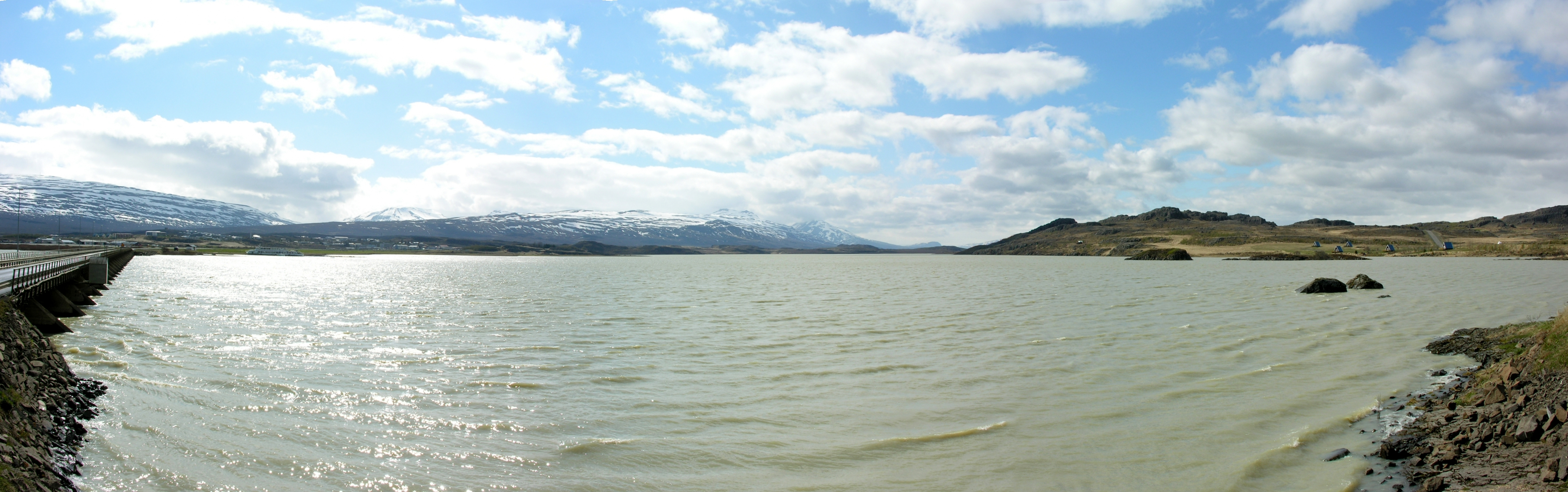